# XCF
XCF (von englisch eXperimental Computing Facility) ist das native Dateiformat des freien Bildbearbeitungsprogramms GIMP.
In einer XCF-Datei können Textbausteine, Pfade und Ebenen verlustfrei gespeichert werden, was es vergleichbar zu dem PSD- bzw. PSPImages-Format von Adobe Photoshop bzw. Corel Paint Shop Pro Photo macht. Die Layer können mit bis zu 32 Bit Ganz- oder Fließkommazahl je Pixel je Farbkanal oder optionalem Transparenzkanal im RGB-Farbraum oder in einem linearen Farbraum abgespeichert werden. GIMP unterstützt auch eine transparente Kompression seines Dateiformates; implementiert sind die Kompressionsalgorithmen bzip2 und gz, die komprimierten Dateien haben dann die Endungen .xcf.bz2 und .xcf.gz.

## Unterstützung außerhalb von GIMP
XCF wird voll unterstützt von folgenden Programmen:
- Seashore, einer GIMP-basierten Mac-OS-X-Bildbearbeitung
- CinePaint, ein GIMP-Fork

Andere Programme können XCF zwar lesen, aber auch das nur mit mehr oder weniger Erfolg:
- DBGallery
- ImageMagick hat ein XCF-Modul
- Project Dogwaffle
- Krita nutzt GraphicsMagick für XCF-Support
- KolourPaint kann das XCF-Format mittels der KDE-Grafik-Plug-ins, wie jedes andere KDE Grafikprogramm, lesen.
- ShowImg
- Gwenview
- GImageView
- Digikam
- Imagine
- XnView
- Inkscape unterstützt den XCF-Export seit v0.44.[1]
- XCFTools, eine Softwaresammlung zum Manipulieren von XCFs.
- IrfanView kann XCF-Bilder anzeigen (Kompositbild und einzelne Ebenen)
- Paint.NET kann XCF Bilder laden und speichern (via ImXCF.FileType Plug-in). Auch die gepackten Formate .xcfgz und .xcfbz2 werden unterstützt.
- Evas Generic Loaders erweitert die Enlightenment Foundation Libraries um Unterstützung für unter anderem XCF.[2]

Zudem existieren einige Online-Dienste, welche die Konvertierung von XCF-Dateien in diverse andere Formate anbieten:
- Online-Umwandeln.de, Deutsch online-umwandeln.de
- Zamzar, Englisch zamzar

## Nachweise
1. ↑  Release Notes of Inkscape 0.44 (Seite nicht mehr abrufbar, festgestellt im Februar 2023. Suche in Webarchiven)  Info: Der Link wurde automatisch als defekt markiert. Bitte prüfe den Link gemäß Anleitung und entferne dann diesen Hinweis.
2. ↑  README von Evas Generic Loaders (Seite nicht mehr abrufbar, festgestellt im Juni 2024. Suche in Webarchiven)  Info: Der Link wurde automatisch als defekt markiert. Bitte prüfe den Link gemäß Anleitung und entferne dann diesen Hinweis.. Entwicklerportal des Enlightenment-Projekts. Abgerufen am 16. November 2014.